# Liste von Sprengstoffanschlägen im Jahr 1984
Die Liste von Sprengstoffanschlägen im Jahr 1984 erfasst Anschläge mit Sprengladungen und anderen Spreng- und Brandvorrichtungen gegen Einrichtungen und Ansammlungen von Menschen, die im Jahr 1984 passierten. Zu den Formen zählen unter anderem Auto- und Rucksackbomben. Siehe auch Liste von Anschlägen auf Verkehrsflugzeuge.

## Liste
| Datum         | Ereignis                                                                  | Ort                     | Staat                  | Tote     | Verletzte | Anmerkung, Quellen                                                                         |
| ------------- | ------------------------------------------------------------------------- | ----------------------- | ---------------------- | -------- | --------- | ------------------------------------------------------------------------------------------ |
| 8. Jan. 1984  | Anschlag mit Schusswaffen und Sprengstoff auf Militäreinheit              | San Juan de Cinco Pinos | Nicaragua              | 65       | 0         | [ 1 ]                                                                                      |
| 22. Jan. 1984 | Granatenangriff auf Markt                                                 | San Salvador            | El Salvador            | 1        | 40        | [ 2 ]                                                                                      |
| 8. Feb. 1984  | Mörserangriff auf Militärposten                                           | San Salvador            | El Salvador            | 29       | 2         | [ 3 ]                                                                                      |
| 13. Feb. 1984 | Granatenangriff auf Passagierdampfer                                      | nahe Heglig             | Sudan                  | 300      | 0         | [ 4 ]                                                                                      |
| 27. Feb. 1984 | Anschlag mit Schusswaffen und Sprengstoff auf Züge                        | Chalatenango            | El Salvador            | 40       | 0         | [ 5 ]                                                                                      |
| 28. Feb. 1984 | Granatenangriff auf Bekleidungsgeschäft                                   | Jerusalem               | Israel                 | 0        | 21        | [ 6 ]                                                                                      |
| 29. Feb. 1984 | Sprengstoffanschlag auf Hindu-Prozession                                  | Amritsar                | Indien                 | 3        | 35        | [ 7 ]                                                                                      |
| 29. Feb. 1984 | Anschlag mit Autobombe                                                    | Beirut                  | Libanon                | 3        | 38        | [ 8 ]                                                                                      |
| 10. März 1984 | Sprengstoffanschlag auf Flugzeug                                          | N’Djamena               | Tschad                 | 0        | 25        | [ 9 ]                                                                                      |
| 10. März 1984 | Sprengstoffanschlag auf Lokal                                             | London                  | Vereinigtes Königreich | 0        | 23        | [ 10 ]                                                                                     |
| 1. Apr. 1984  | Sprengstoffanschlag auf religiöse Kongregation                            | Punjab                  | Indien                 | 2        | 20        | [ 11 ]                                                                                     |
| 2. Apr. 1984  | Anschlag mit Schusswaffen und Granaten auf Einkaufszentrum                | Jerusalem               | Israel                 | 0 (+1)   | 48        | [ 12 ]                                                                                     |
| 3. Apr. 1984  | Anschlag mit Autobombe auf Regierungsgebäude                              | Durban                  | Südafrika              | 3        | 20        | [ 13 ]                                                                                     |
| 9. Apr. 1984  | Anschlag mit Landmine auf Passagierzug                                    | nahe Maputo             | Mosambik               | 1        | 31        | [ 14 ]                                                                                     |
| 16. Apr. 1984 | Anschlag mit Schusswaffen und Raketen auf Militäreinheit                  | San Vicente             | El Salvador            | 37       | 0         | [ 15 ]                                                                                     |
| 19. Apr. 1984 | Sprengstoffanschlag auf Kasernen                                          | Huambo                  | Angola                 | 30       | 70        | [ 16 ]                                                                                     |
| 20. Apr. 1984 | Sprengstoffanschlag auf den Flughafen London Heathrow                     | London                  | Vereinigtes Königreich | 0        | 22        | [ 17 ]                                                                                     |
| 29. Apr. 1984 | Sprengstoffanschlag auf U-Bahn-Zug                                        | Santiago de Chile       | Chile                  | 0        | 20        | [ 18 ]                                                                                     |
| 14. Mai 1984  | Sprengstoffanschlag auf Geschäft                                          | Athen                   | Griechenland           | 0        | 80        | [ 19 ]                                                                                     |
| 11. Juni 1984 | Sprengstoffanschlag auf Fahrzeuge                                         | nahe Trincomalee        | Sri Lanka              | 18       | 73        | [ 20 ]                                                                                     |
| 15. Juni 1984 | Sprengstoffanschlag auf Kino                                              | Tezpur                  | Indien                 | 1        | 21        | [ 21 ]                                                                                     |
| 24. Juni 1984 | Anschlag mit Schusswaffen und Sprengstoff auf Polizeiposten               | Ayacucho                | Peru                   | 16       | 28        | [ 22 ]                                                                                     |
| 27. Juni 1984 | Sprengstoffanschlag                                                       | Assam                   | Indien                 |          | 21        | [ 23 ]                                                                                     |
| 7. Juli 1984  | Sprengstoffanschlag auf Dorf                                              | Ayacucho                | Peru                   | 36       | 0         | [ 24 ]                                                                                     |
| 12. Juli 1984 | Anschlag mit Autobombe auf Industriegebiet                                | Durban                  | Südafrika              | 5        | 27        | [ 25 ]                                                                                     |
| 14. Juli 1984 | Anschlag mit Sprengstoff und automatischen Gewehren auf Güterzug          | Chalatenango            | El Salvador            | 31       | 4         | [ 26 ]                                                                                     |
| 28. Juli 1984 | Sprengstoffanschlag auf Grenzstadt                                        | Khyber Pakhtunkhwa      | Pakistan               | 6        | 29        | [ 27 ]                                                                                     |
| 28. Juli 1984 | Anschlag mit Autobombe auf ein Hauptquartier afghanischer Rebellen        | Peschawar               | Pakistan               | 6        | 20        | [ 28 ]                                                                                     |
| 3. Aug. 1984  | Sprengstoffanschlag auf Flughafen                                         | Chennai                 | Indien                 | 33       | 27        | [ 29 ]                                                                                     |
| 9. Aug. 1984  | Sprengstoffanschlag auf Gemüsemarkt                                       | Beirut                  | Libanon                | 3        | 20        | [ 30 ]                                                                                     |
| 11. Aug. 1984 | Anschlag mit Schusswaffen und Sprengstoff auf Stadt                       | Yumbo                   | Kolumbien              | 17       | 22        | [ 31 ]                                                                                     |
| 23. Aug. 1984 | Sprengstoffanschlag auf Bahnhof                                           | Teheran                 | Iran                   | 18       | 300       | [ 32 ]                                                                                     |
| 4. Sep. 1984  | Anschlag mit Autobombe auf Bahnhof                                        | Newry                   | Vereinigtes Königreich | 0        | 71        | [ 33 ]                                                                                     |
| 11. Sep. 1984 | Anschlag mit Schusswaffen und Sprengstoff auf Wasserkraftwerk             | Zelaya                  | Nicaragua              | 46       | 0         | [ 34 ]                                                                                     |
| 20. Sep. 1984 | Selbstmordattentat mit Autobombe auf US-Botschaft                         | Beirut                  | Libanon                | 23 (+1)  | 68        | [ 35 ]                                                                                     |
| 8. Okt. 1984  | Sprengstoffanschlag auf Wohngebäude                                       | Chimbote                | Peru                   | 4        | 40        | [ 36 ]                                                                                     |
| 12. Okt. 1984 | Bombenanschlag auf das Brighton Hotel                                     | Brighton                | Vereinigtes Königreich | 5        | 31        | Attentat durch Patrick Magee von der IRA auf Margaret Thatcher und das britische Kabinett. |
| 3. Nov. 1984  | Sprengstoffanschlag auf American-Civil-Liberties-Union-Büro               | Washington, D.C.        | Vereinigte Staaten     | 0        | 0         | [ 37 ]                                                                                     |
| 3. Nov. 1984  | Anschlag mit Schusswaffen, Granaten und Molotowcocktail auf Polizeiposten | Lianga                  | Philippinen            | 58       | 21        | [ 38 ]                                                                                     |
| 9. Nov. 1984  | Anschlag mit Schusswaffen und Sprengsatz auf Militärpatrouille            | Jaffna                  | Sri Lanka              | 0 (+5)   | 34        | [ 39 ]                                                                                     |
| 19. Nov. 1984 | Anschlag mit Rohrbombe auf Abtreibungsklinik                              | Maryland                | Vereinigte Staaten     | 0        | 0         | [ 40 ]                                                                                     |
| 19. Nov. 1984 | Sprengstoffanschlag auf Abtreibungsklinik                                 | Rockville               | Vereinigte Staaten     | 0        | 0         | [ 41 ]                                                                                     |
| 20. Nov. 1984 | Anschlag mit Schusswaffen und Sprengstoff auf Polizeigebäude              | Chavakacheri            | Sri Lanka              | 29       | 0         | [ 42 ]                                                                                     |
| 30. Nov. 1984 | Kent- und Dollar-Farm-Massaker                                            | Vavuniya                | Sri Lanka              | 80 (+68) | 34        | [ 43 ] [ 44 ]                                                                              |
| 3. Dez. 1984  | Anschlag mit Schusswaffen und Raketen auf Lkw                             | Madriz                  | Nicaragua              | 29       | 0         | [ 45 ]                                                                                     |
| 11. Dez. 1984 | Sprengstoffanschlag auf die Börse                                         | Santiago de Chile       | Chile                  | 0        | 21        | [ 46 ]                                                                                     |
| 24. Dez. 1984 | Sprengstoffanschlag auf Bürogebäude                                       | Maryland                | Vereinigte Staaten     | 0        | 0         | [ 47 ]                                                                                     |
| 25. Dez. 1984 | Anschlag mit Autobombe auf Hotel                                          | Teheran                 | Iran                   | 6        | 50        | [ 48 ]                                                                                     |